# Dystych elegijny
Dystych elegijny (łac. distichon elegiacum) – iloczasowa miara wierszowa wywodząca się ze starożytnej Grecji. Służyła pierwotnie do komponowania elegii, w praktyce ma bardzo szerokie zastosowanie w wielu rodzajach poezji, od fraszek i epitafiów do dłuższych utworów lirycznych. 
Dystych elegijny był ulubioną miarą wierszową starożytnej Grecji i Rzymu, jest też do tej pory najchętniej stosowany do kompozycji wierszy pisanych po łacinie. Przyczyną jest bardziej urozmaicony niż w uroczystym i nieco monotonnym heksametrze, wpadający w ucho, "lekki" rytm tego wiersza, przy podobnym stopniu trudności kompozycji.
Budowa dystychu pozwala też, poza wszystkim, na zastosowanie większej liczby wyrazów: w dystychu można pomieścić wyrazy o takiej strukturze metrycznej, jaka uniemożliwia zastosowanie ich w heksametrze.

## Budowa dystychu
Pojedynczy dystych elegijny składa się z dwóch wersów. Pierwszym jest zwykły heksametr daktyliczny.
Drugim wersem jest tak zwany pentametr daktyliczny. Nazwa ta jest o tyle niewłaściwa, że ten pentametr daktyliczny nie składa się – wskazywałaby nazwa – z pięciu stóp daktylicznych, jego budowa jest bardziej skomplikowana; w zasadzie są to dwa, rozdzielone cezurą, trymetry daktyliczne brachykatalektyczne.
Pentametr, podobnie jak heksametr, jest wierszem iloczasowym i izochronicznym. Jego długość wynosi 20 mor. Równa się to długości pięciu stóp daktylicznych i zapewne stąd pochodzi nazwa pentametr (od greckiego pente – pięć).
Pentametr daktyliczny składa się z dwóch części. Pierwsza budową odpowiada metrycznie pierwszej części heksametru daktylicznego, kończącej się cezurą męską. Dotyczą jej wszystkie te restrykcje formalne, które dotyczą też heksametru.
Część druga, po cezurze, jest metrycznym powtórzeniem części pierwszej z ostatnią sylabą obojętną, jednak z dodatkowymi restrykcjami. Głównym ograniczeniem jest to, że nie może tu zajść podmiana daktyla na spondej (ta część wersu musi się składać z czystych daktyli). Wskazane jest też, żeby ostatni wyraz pentametru był dwusylabowy.
Ogólny schemat metryczny dystychu jest następujący (- arsa, - sylaba krótka, - sylaba obojętna, -akcentowany anceps):
|                               | 1. stopa                                           | 2. stopa                                           | 3. stopa                                           | 4. stopa                                           | 5. stopa                                           | 6. stopa                            |
| ----------------------------- | -------------------------------------------------- | -------------------------------------------------- | -------------------------------------------------- | -------------------------------------------------- | -------------------------------------------------- | ----------------------------------- |
| heksametr daktyliczny 1. wers | akcentowana sylaba · krótka sylaba · krótka sylaba | akcentowana sylaba · krótka sylaba · krótka sylaba | akcentowana sylaba · krótka sylaba · krótka sylaba | akcentowana sylaba · krótka sylaba · krótka sylaba | akcentowana sylaba · krótka sylaba · krótka sylaba | akcentowana sylaba · anceps w tezie |
| heksametr daktyliczny 1. wers | akcentowana sylaba · długa sylaba                  | akcentowana sylaba · długa sylaba                  | akcentowana sylaba · długa sylaba                  | akcentowana sylaba · długa sylaba                  | ()                                                 |                                     |
| pentametr daktyliczny 2. wers | akcentowana sylaba · krótka sylaba · krótka sylaba | akcentowana sylaba · krótka sylaba · krótka sylaba | akcentowana sylaba                                 | akcentowana sylaba · krótka sylaba · krótka sylaba | akcentowana sylaba · krótka sylaba · krótka sylaba | anceps w arsie                      |
| pentametr daktyliczny 2. wers | akcentowana sylaba · długa sylaba                  | akcentowana sylaba · długa sylaba                  | akcentowana sylaba                                 |                                                    |                                                    |                                     |

Każde dwie sylaby krótkie, z wyjątkiem części pentametru znajdującej się po cezurze, mogą ulec podmianie na jedną długą.
Przykład:
- Aestus erat mediamque dies exegerat horam
  - apposui medio membra leuanda toro. (Owidiusz)

Pożądane jest, żeby w jednym dystychu zawierało się całe zdanie lub jego logiczna część, tak żeby koniec pentametru zbiegał się z silną interpunkcją. Mile widziany jest też rym gramatyczny (rym częstochowski) pomiędzy ostatnią sylabą pentametru a sylabą znajdującą się przed cezurą (jak w podanym przykładzie: ... medio | ... toro), czyli homoioteleuton. Zrymowanie w ten sposób wyrazów, pomiędzy którymi nie zachodzi bliski związek gramatyczny (np. rzeczownika i przysłówka) jest zabronione.

## Stychiczne użycie pentametru
W klasycznej poezji greckiej i rzymskiej pentametr daktyliczny jest zawsze składnikiem dystychu elegijnego i, w przeciwieństwie do heksametru, nigdy nie występuje samodzielnie. Z inskrypcji wiadomo jednak, że już w starożytności eksperymentowano ze stychicznym użyciem pentametru: w inskrypcjach pompejańskich mamy przykłady wierszy złożonych z samych pentametrów (np. CIL 4.9123). Te eksperymenty najwyraźniej nie zostały jednak uznane za wystarczająco udane, żeby przebić się do głównego nurtu poezji antycznej. 

## Epoka nowożytna
Dystych elegijny był naśladowany w epoce nowożytnej zarówno w przekładach klasyków jak i utworach oryginalnych. Dystychy tego typu pisali poeci niemieccy przełomu XVIII i XIX wieku, Johann Wolfgang Goethe i Friedrich Schiller. Goethe użył omawianej formy w Elegiach rzymskich. 

Saget Steine mir an, o! sprecht, ihr hohen Palläste.

Straßen redet ein Wort! Genius regst du dich nicht?

Ja es ist alles beseelt in deinen heiligen Mauern

Ewige Roma, nur mir schweiget noch alles so still.

W Polsce formą dystychu elegijnego posłużył się Antoni Lange w wierszu Cyfra i słowo.

Fundamencie zawisłej w srebrnych obłokach wieżycy,

Ty, co w piersi masz brąz — i nieomylną masz dłoń!

Myślicieli pochodnio, lśniąca na wieków tablicy —

Oświeć badawczy mózg, światło swe zlej na ich skroń!

Dystychy naśladował też Jarosław Iwaszkiewicz a w polskiej poezji łacińskiej szczególnie często stosował je Grzegorz z Sambora